# Оходза (Малопольское воеводство)
Охо́дза (пол. Ochodza) — село в Польше в сельской гмине Скавина Краковского повета Малопольского воеводства.

## География
Село располагается в 7 км от административного центра гмины города Скавина и в 18 км от административного центра воеводства города Краков.
В 1975—1998 годах село входило в состав Краковского воеводства.

## Население
По состоянию на 2013 год в селе проживало 913 человека.
| 2008 | 2013 |
| ---- | ---- |
| 899  | 913  |

| Перепись  | Всего   | Всего | Женщины | Женщины | Мужчины | Мужчины |
| --------- | ------- | ----- | ------- | ------- | ------- | ------- |
| Единицы   | человек | %     | человек | %       | человек | %       |
| Население | 913     | 100   | 486     | 53,23   | 427     | 46,77   |

## Достопримечательности
- Усадьба в Оходзе. Памятник культуры Малопольского воеводства (№ А-302[4]).